# Facebook Gaming
 (octobre 2021).
Si vous disposez d'ouvrages ou d'articles de référence ou si vous connaissez des sites web de qualité traitant du thème abordé ici, merci de compléter l'article en donnant les références utiles à sa vérifiabilité et en les liant à la section « Notes et références ».

Logo de Facebook Gaming

Facebook Gaming, anciennement Gameroom est une plateforme de streaming de jeux vidéo appartient au groupe Meta et lancé le 1er juin 2018.
En plus de proposer du streaming, Facebook Gaming permet l'accès à des jeux vidéo provenant pour la plupart de la plateforme mobile pour PC Windows, similaire à d'autres plateformes bien connues comme Steam de Valve, par exemple. Gaming intègre sur le PC les jeux disponibles sur le réseau social, ceux importés du mobile et d'autres développés exclusivement pour la plateforme, la plupart d'entre eux sont des jeux dits "casual". La plateforme est ouverte aux développeurs qui souhaitent y créer des jeux. En fait, Facebook a mis en place un système de partage des revenus avec eux, à la manière des magasins d'applications mobiles tels que l'Apple Store ou Google Play.
En 2019, on apprend le départ de Twitch de streamers populaires, tels que Disguised Toast, vers Facebook Gaming en tant que partenaires.
En avril 2020, Facebook Gaming lance une application dédié. En juillet 2020, Facebook Gaming signe un partenariat avec Microsoft à la suite de la fermeture par ce dernier de Mixer,.
En août 2022, Meta annonce mettre fin à Facebook Gaming, notamment l'application,.